# Carlos Rivas Dávila
Carlos Justo Serapio Rivas Dávila (Eten, 14 de diciembre de 1945 - Lima, 5 de octubre de 2021) fue un economista, funcionario público y político peruano. Fue diputado por Cajamarca en dos periodos consecutivos, de 1985 a 1990, y de 1990 a 1992; y ministro de Economía y Finanzas del primer gobierno de Alan García, de noviembre de 1988 a mayo de 1989.

## Biografía
Nacido en Eten, en el departamento de Lambayeque, estudió en la Universidad Nacional de Trujillo, en donde se graduó de bachiller en Economía en 1971 y se recibió como economista en 1972.
Se afilió al partido aprista y ejerció el cargo partidario de secretario de Economía en La Libertad (1968-1969) y en Cajamarca (1980-1981).
En las elecciones de 1985 postuló para diputado por Cajamarca, ganando la curul con 11 436 votos preferenciales.
El 28 de noviembre de 1988, fue nombrado Ministro de Economía y Finanzas del primer gobierno de Alan García, en reemplazo de Abel Salinas Izaguirre. Bajo su gestión continuó la crisis inflacionaria. Se mantuvo en el cargo por unos cinco meses, y fue reemplazado en abril de 1989 por César Vásquez Bazán, que resultó ser el último ministro de Economía del régimen aprista.
En 1990 fue reelegido diputado para el periodo 1990-1995. Sin embargo el 5 de abril de 1992, su cargo fue disuelto tras el autogolpe de Estado decretado por el gobierno de Alberto Fujimori, del cual fue opositor hasta su caída en el 2000.
En 2009, ya bajo el segundo gobierno de Alan García, ejerció como jefe del Gabinete de Asesores de la Alta Dirección del Ministerio de Vivienda, Construcción y Saneamiento del Perú. Fue elegido presidente del Club de la Unión en el 2021.[cita requerida]

### Fallecimiento
El 5 de octubre del 2021 falleció a los 75 años en la ciudad de Lima.